# 불미국
불미국(不彌國)은 고대 한반도에 존재했던 국가로 마한의 54국 중의 하나이다. 『삼국지(三國志)』위서 동이전 한조(韓條)에는 우리 민족에 관한 비교적 자세한 기록이 수록되어 있다.
삼한의 여러 소국들의 이름이 열거되어 있는데, 그 나라 이름의 표기는 우리말의 나라이름을 당시의 중국 상고음(上古音)에 따라 한자로 표기한 것으로, 우리의 한자음에 가까워 위치비정에 참고가 된다.
그 위치는 한조의 기록 순서로 보아 지금의 전라도 지방에 위치하였던 것으로 짐작할 수 있다. 664년 당나라가 백제고지에 구획한 주(州)·현(縣) 가운데 대방주(帶方州)의 속현(屬縣)인 포현현(布賢縣)을 본래 ‘파로미(巴老彌)’라고 한 데 근거하여 ‘불미국’을 ‘파로미’, 즉 지금의 전라남도 나주시에 비정하고 있다. ‘파로미’를 ‘발라(發羅)’, 즉 나주로 본 것이다.  한편 금관가야에 항쟁했던 포상팔국중에 보라국(保羅國)이라는 나라가 있었는데 이를 불미국으로 보는 견해가 있다.
『삼국사기』지리지에 따르면 금산군(錦山郡)은 본래 백제의 발라군으로 신라 경덕왕이 금산으로 고쳤으며, 고려시대에 나주목(羅州牧)이 되었다. 